# Devin Booker
Devin Armani Booker (Grand Rapids, Míchigan, 30 de octubre de 1996) es un jugador de baloncesto estadounidense que pertenece a la plantilla de los Phoenix Suns de la NBA. Con 1,98 metros de estatura, juega en la posición de escolta.

## Trayectoria deportiva

### Universidad

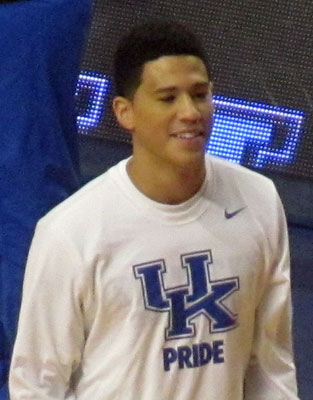
Booker con Kentucky en 2014.

Durante su temporada en Kentucky, Booker promedió 10 puntos, 2 rebotes y 1,1 asistencia en 21,5 minutos por partido con un 47% en tiros de campo y jugando como sexto hombre del equipo. Como resultado ganó el premio sexto hombre del año de la Southeastern Conference. También fue nombrado en el mejor quinteto de freshman y en el segundo quinteto absoluto de la misma conferencia durante la impresionante temporada de Kentucky con un récord de 38-1.
El 9 de abril de 2015, Booker junto con sus compañeros de Kentucky Andrew Harrison, Aaron Harrison, Dakari Johnson, Trey Lyles, Karl-Anthony Towns y Willie Cauley-Stein declararon su elegibilidad para el Draft de la NBA.

#### Estadísticas
| Año     | Equipo   | PJ | PT | MPP  | %TC  | %3P  | %TL  | RPP | APP | ROB | TPP | PPP  |
| ------- | -------- | -- | -- | ---- | ---- | ---- | ---- | --- | --- | --- | --- | ---- |
| 2014–15 | Kentucky | 38 | 0  | 21.5 | .470 | .411 | .828 | 2.0 | 1.1 | .4  | .1  | 10.0 |

### Profesional

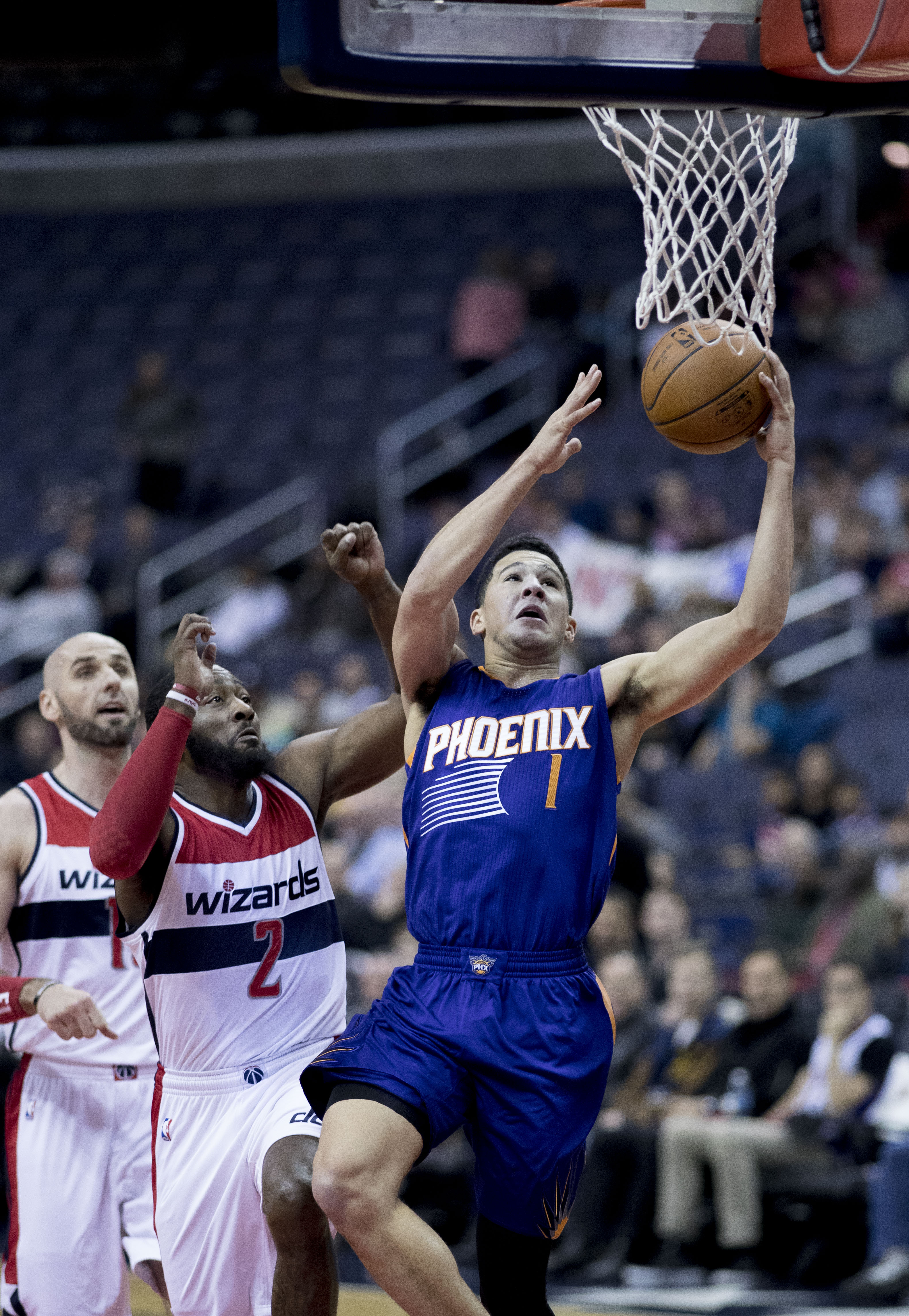
Booker con los Suns en 2016.

El 25 de junio de 2015 fue seleccionado en la decimotercera posición del Draft de la NBA de 2015 por los Phoenix Suns. El 13 de julio de 2015 firmó su contrato de novato con los Suns. El 28 de octubre de 2015, Booker hizo su debut como profesional dos días antes de su decimonoveno cumpleaños en la victoria de Dallas Mavericks ante los Suns por 111-95. Booker se convirtió en el primer jugador en debutar en la NBA a los 18 años de edad tras jugar al menos una temporada de baloncesto universitario. En 21 minutos de acción logró 14 puntos y 3 rebotes El 21 de diciembre hizo su primer partido como titular, anotó seis puntos en 12 minutos de acción contra Utah Jazz.
El 2 de enero de 2016, Booker registró 21 puntos en la derrota ante Sacramento Kings por 119-142. Solo Kobe Bryant, Tracy McGrady, LeBron James, Dwight Howard y Kevin Durant registraron 20 o más puntos siendo más jóvenes que Booker. El 19 de enero registró 32 puntos en la derrota ante Indiana Pacers por 94-97, estableciendo el récord de triples anotados por un novato de los Suns con 6, el 3 de marzo registro 34 puntos con 3 triples anotados en la derrota contra Miami Heat 92-108. A los 19 años y 81 días, Booker se convirtió en el tercer jugador más joven de la historia de la NBA en registrar 30 o más puntos en un partido. LeBron James y Kevin Durant son los otros jugadores en lograr este récord.
El 24 de marzo de 2017 se convirtió en el jugador más joven en conseguir al menos 70 puntos en un partido NBA, anotándolos frente a los Boston Celtics.
En el All Star de 2018, participó en el concurso de triples proclamándose ganador de dicho torneo.
En verano de 2018 renueva su contrato 5 temporadas más con los Phoenix Suns por 158 millones de dólares.
El 25 de marzo de 2019 anotó 59 puntos ante los Utah Jazz. Dos días después, el 27 de marzo, anotó 50 puntos y capturó 10 rebotes contra los Washington Wizards, convirtiéndose en el jugador más joven en encadenar dos partidos consecutivos de 50 puntos. Dos días después volvió a desatarse a nivel individual anotando 48 puntos frente a los Memphis Grizzlies y repartiendo 11 asistencias, siendo el primer jugador de los Suns, después de Kevin Johnson en 1995, en conseguir más de 45 puntos y al menos 10 asistencias.
Durante su quinta temporada, el 13 de febrero de 2020 fue elegido para disputar por primera vez el All-Star Game, al reemplazar al lesionado Damian Lillard.
El 24 de febrero de 2021, fue elegido como reemplazo, para disputar su segundo All-Star Game, que se celebró en Atlanta. El 20 de junio, en el primer encuentro de finales de conferencia ante los Clippers, registró 40 puntos, 13 rebotes y 11 asistencias, siendo el primer triple-doble de su carrera y el segundo triple-doble de 40 puntos de los Suns en un partido de playoffs. El 14 de julio, en el cuarto encuentro de las Finales de la NBA ante los Bucks, anotó 42 puntos.
Durante su séptima temporada en Phoenix, el 17 de enero de 2022 ante San Antonio Spurs, anota 48 puntos. El 26 de enero, ante Utah Jazz, 43 puntos. El 3 de febrero, se anunció su presencia como reserva en el All-Star Game de la NBA 2022, siendo la tercera participación de su carrera. El 24 de marzo ante Denver Nuggets anota 49 puntos y reparte 10 asistencias. Luego fue incluido en el mejor quinteto de la liga.
El 30 de junio de 2022 acuerda una extensión de contrato con los Suns por 4 años y $224 millones. Al comienzo de su octava temporada en Phoenix, el 18 de noviembre de 2022 ante Utah Jazz, anota 49 puntos y reparte 10 asistencias. El 28 de noviembre ante Sacramento Kings anota 44 puntos. El 30 de noviembre anota 51 puntos ante Chicago Bulls, en solo tres cuartos. Fue nombrado jugador del mes de noviembre de la conferencia Oeste. El 2 de diciembre anota 41 puntos ante Houston Rockets. El 17 de diciembre anotó 58 puntos ante los New Orleans Pelicans, y se convirtió en el sexto jugador más joven de la historia en conseguir 12 000 puntos. El 8 de marzo de 2023 anota 44 puntos ante Oklahoma City Thunder. El 19 de marzo, de nuevo contra los Thunder, anota 46 puntos. Ya en postemporada, el 20 abril en el tercer encuentro de primera ronda ante Los Angeles Clippers, anota 45 puntos. Cinco días después, el 25 de abril en el quinto encuentro de la serie, anota 47 puntos y reparte 10 asistencias. El 5 de mayo en el tercer encuentro de semifinales de conferencia ante Denver Nuggets, anota otros 47 puntos.
Durante su noveno año con los Suns, el 24 de noviembre de 2023, anota 40 puntos ante Memphis Grizzlies. El 19 de enero de 2024 anota 52 puntos ante New Orleans Pelicans. El 24 de enero anota 46 puntos ante Los Angeles Clippers. El 26 de enero anota 62 puntos ante Indiana Pacers. El 28 de enero consigue 44 puntos ante Orlando Magic. El 1 de febrero se anunció su participación como suplente en el All-Star Game, siendo la cuarta nominación de su carrera. Fue nombrado jugador del mes de enero de la conferencia Oeste. El 1 de abril vuelve a anotar 52 puntos a los Pelicans. El 3 de abril consigue 40 ante Cleveland Cavaliers. Ya en postemporada, el 28 de abril en el cuarto encuentro de primera ronda ante Minnesota Timberwolves, anotó 49 puntos.
Al comienzo de su décimo año en Phoenix, el 31 de octubre de 2024 ante Los Angeles Clippers, anota 40 puntos. El 17 de noviembre ante Minnesota Timberwolves, consigue 44 puntos. En febrero de 2025 supera a Walter Davis y se convierte en el máximo anotador de la historia de la franquicia de los Suns. El 7 de febrero anota 47 puntos y reparte 11 asistencias ante Utah Jazz. El 19 de marzo anota 41 puntos ante Chicago Bulls. El 6 de abril consigue 40 puntos ante New York Knicks.
En julio de 2025, acuerda una extensión de contrato con los Suns por dos años y $145 millones.

## Selección nacional
En verano de 2021, fue parte de la selección absoluta estadounidense que participó en los Juegos Olímpicos de Tokio 2020, que ganó la medalla de oro.
Entre julio y agosto de 2024 fue parte de la selección absoluta de Estados Unidos, que disputó los Juegos Olímpicos de París, y que ganó el oro, tras vencer la final ante Francia.

## Estadísticas de su carrera en la NBA

### Temporada regular
| Año      | Equipo   | PJ  | PT  | MPP  | %TC  | %3P  | %TL  | RPP | APP | ROB | TPP | PPP  |
| -------- | -------- | --- | --- | ---- | ---- | ---- | ---- | --- | --- | --- | --- | ---- |
| 2015-16  | Phoenix  | 76  | 51  | 27.7 | .423 | .343 | .840 | 2.5 | 2.6 | .6  | .3  | 13.8 |
| 2016-17  | Phoenix  | 78  | 78  | 35.0 | .423 | .363 | .832 | 3.2 | 3.4 | .9  | .3  | 22.1 |
| 2017-18  | Phoenix  | 54  | 54  | 34.5 | .432 | .383 | .878 | 4.5 | 4.7 | .9  | .3  | 24.9 |
| 2018-19  | Phoenix  | 64  | 64  | 35.0 | .467 | .326 | .866 | 4.1 | 6.8 | .9  | .2  | 26.6 |
| 2019-20  | Phoenix  | 70  | 70  | 35.9 | .489 | .354 | .919 | 4.2 | 6.5 | .7  | .3  | 26.6 |
| 2020-21  | Phoenix  | 67  | 67  | 33.9 | .484 | .340 | .867 | 4.2 | 4.3 | .8  | .2  | 25.6 |
| 2021-22  | Phoenix  | 68  | 68  | 34.5 | .466 | .383 | .868 | 5.0 | 4.8 | 1.1 | .4  | 26.8 |
| 2022-23  | Phoenix  | 53  | 53  | 34.6 | .494 | .351 | .855 | 4.5 | 5.5 | 1.0 | .3  | 27.8 |
| 2023-24  | Phoenix  | 68  | 68  | 36.0 | .492 | .364 | .886 | 4.5 | 6.9 | .9  | .4  | 27.1 |
| 2024-25  | Phoenix  | 75  | 75  | 37.3 | .461 | .332 | .894 | 4.1 | 7.1 | .9  | .2  | 25.6 |
| Total    | Total    | 673 | 648 | 34.4 | .464 | .354 | .873 | 4.0 | 5.2 | .9  | .3  | 24.4 |
| All-Star | All-Star | 3   | 0   | 22.7 | .475 | .150 | —    | 4.3 | 3.0 | 2.0 | .3  | 13.7 |

### Playoffs
| Año   | Equipo  | PJ | PT | MPP  | %TC  | %3P  | %TL  | RPP | APP | ROB | TPP | PPP  |
| ----- | ------- | -- | -- | ---- | ---- | ---- | ---- | --- | --- | --- | --- | ---- |
| 2021  | Phoenix | 22 | 22 | 40.4 | .447 | .321 | .905 | 5.6 | 4.5 | .8  | .2  | 27.3 |
| 2022  | Phoenix | 10 | 10 | 36.6 | .451 | .431 | .887 | 4.8 | 4.4 | .5  | .4  | 23.3 |
| 2023  | Phoenix | 11 | 11 | 41.7 | .585 | .508 | .866 | 4.8 | 7.2 | 1.7 | .8  | 33.7 |
| 2024  | Phoenix | 4  | 4  | 41.5 | .492 | .350 | .951 | 3.3 | 6.0 | 1.8 | .3  | 27.5 |
| Total | Total   | 47 | 47 | 40.0 | .486 | .389 | .899 | 5.1 | 5.3 | 1.0 | .4  | 28.0 |

## Vida personal
Devin es el único hijo que su padre, el exjugador de la NBA Melvin Booker, tuvo con su madre, Verónica Gutiérrez. La abuela materna de Devin es de México. Tiene una medio hermana más joven, Mya Powell, que padece síndromes por microdeleción, una enfermedad cromosómica. También tiene un medio hermano mayor, Davon Wade.
Al crecer en Míchigan, es seguidor de los equipos deportivos de Detroit, y con frecuencia se le ve luciendo atuendos de los Detroit Red Wings o de los Detroit Lions.
Devin tiene su propia fundación benéfica llamada Starting Five, con la que ayuda a financiar a otras organizaciones sin ánimo de lucro.
En 2019, compró una casa de 520 metros cuadrados en Paradise Valley (Arizona), por 3,5 millones de dólares.
Mantuvo una relación con la modelo Kendall Jenner desde junio de 2020, de la cual se hizo pública su separación el 22 de junio de 2022, aduciendo diferencias, debido a sus agendas. Decidieron retomar su relación en agosto de 2022, separándose de nuevo en noviembre de ese año. En febrero de 2024 reanudan la relación.

## Logros y reconocimientos
Universidad
- Sexto Hombre del Año de la SEC (2015)
- 2.º Mejor Quinteto de la SEC (2015)
- Mejor Quinteto de Freshman de la SEC (2015)

NBA
- 4 veces All-Star de la NBA (2020, 2021, 2022, 2024)
  - Campeón del Concurso de Triples de la NBA (2018)
- Mejor quinteto de rookies de la NBA (2016)
- NBA Community Assist Award (2021)
- Mejor quinteto de la NBA (2022)
- 3.er Mejor quinteto de la NBA (2024)

Selección nacional
- Medalla de Oro de los Juegos Olímpicos de Tokio 2020
- Medalla de Oro en los Juegos Olímpicos de París 2024

### Partidos ganados sobre la bocina
|      | con Phoenix Suns             |
| (PO) | Denota un partido de PlayOff |

| Número | Tiro               | Margen | Resultado | Oponente             | Fecha                |
| ------ | ------------------ | ------ | --------- | -------------------- | -------------------- |
| 1      | Tiro en suspensión | Empate | 105-103   | Sacramento Kings     | 3 de febrero de 2017 |
| 2      | Tiro en suspensión | Empate | 100-98    | Dallas Mavericks     | 11 de marzo de 2017  |
| 3      | Tiro en suspensión | Empate | 117-115   | Los Angeles Clippers | 4 de agosto de 2020  |